# Sattelfläche

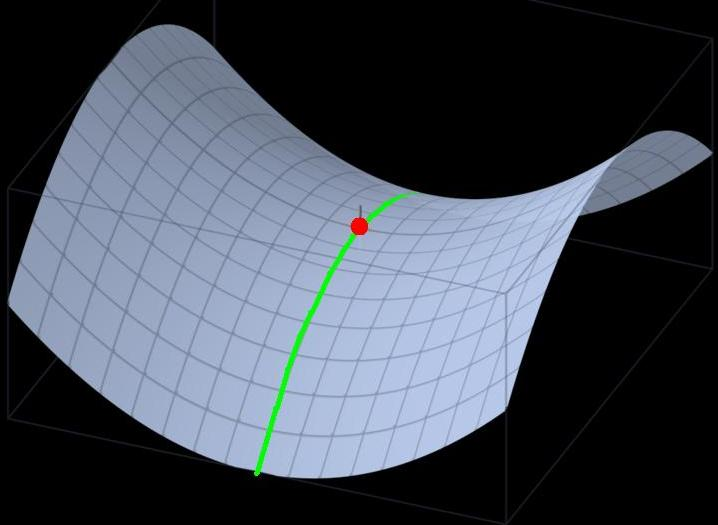
Modellation einer geographischen Sattelfläche; die grüne Linie zeigt den (idealen) Pass, der rote Punkt den höchsten Punkt auf ihm (Kreuzung mit der Scharte).

Als Sattelfläche wird in der Geometrie eine Fläche bezeichnet, die in den beiden Hauptrichtungen entgegengesetzt – d. h. antiklastisch – gekrümmt ist. Ihr Gaußsches Krümmungsmaß ist negativ. 
Ihr Name kommt vom Pferde-Sattel bzw. dem Sattel im Gelände, der gleichzeitig einen Übergang zwischen zwei Bergen und zwei Tälern darstellt.

## Beispiele für Sattelflächen
- Hyperbolisches Paraboloid: Eine wohlbekannte Sattelfläche ist ein hyperbolisches Paraboloid. Eine solche Fläche entsteht dadurch, dass man gegenüberliegende Kanten eines räumlichen Vierecks gleichmäßig durch Fäden verbindet. Eine solche Fläche kann also durch Bewegung einer Geraden im Raum erzeugt werden (sie ist eine Regelfläche). Eine andere Erzeugung eines hyperbolischen Paraboloids ist als geometrischer Ort aller Punkte, die gleichen Abstand von zwei zueinander windschiefen Geraden im Raum haben.

- Teile eines einschaligen Hyperboloids: Schneidet man aus einem einschaligen Hyperboloid einen Teil aus, so erhält man eine Sattelfläche, wie zum Beispiel bei HP-Schalen.

- Minimalflächen: Weitere Spezialfälle sind Minimalflächen, in denen die beiden Hauptkrümmungen entgegengesetzt gleich sind.

## Geometrische Eigenschaften

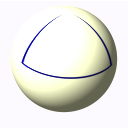
Sphärisches Dreieck (Kugeldreieck)

Geodätisches Dreieck und zwei geodätische Linien auf Sattelfläche

Die Winkelsumme eines Dreiecks auf einer Sattelfläche ist – im Gegensatz zu einem sphärischen Dreieck oder allgemein einem Dreieck auf einer positiv gekrümmten Fläche – kleiner als 180° (siehe nebenstehende Skizzen).
Das Gaußsche Krümmungsmaß der Sattelfläche ist negativ, jenes auf Kugel oder Ellipsoid positiv. Deshalb unterscheidet sich die Geometrie auf diesen Flächen von der euklidischen Geometrie in der Ebene, die das Krümmungsmaß Null hat.